# Cytogonidium
Cytogonidium  es un género monotípico de plantas herbáceas perteneciente a la familia Restionaceae. Su única especie: Cytogonidium leptocarpoides (Benth.) B.G.Briggs & L.A.S.Johnson, Telopea 7: 363 (1998), es originaria del sudoeste de Australia.

## Sinonimia
- Restio leptocarpoides Benth., Fl. Austral. 7: 229 (1878).